# شركة متعددة الجنسيات

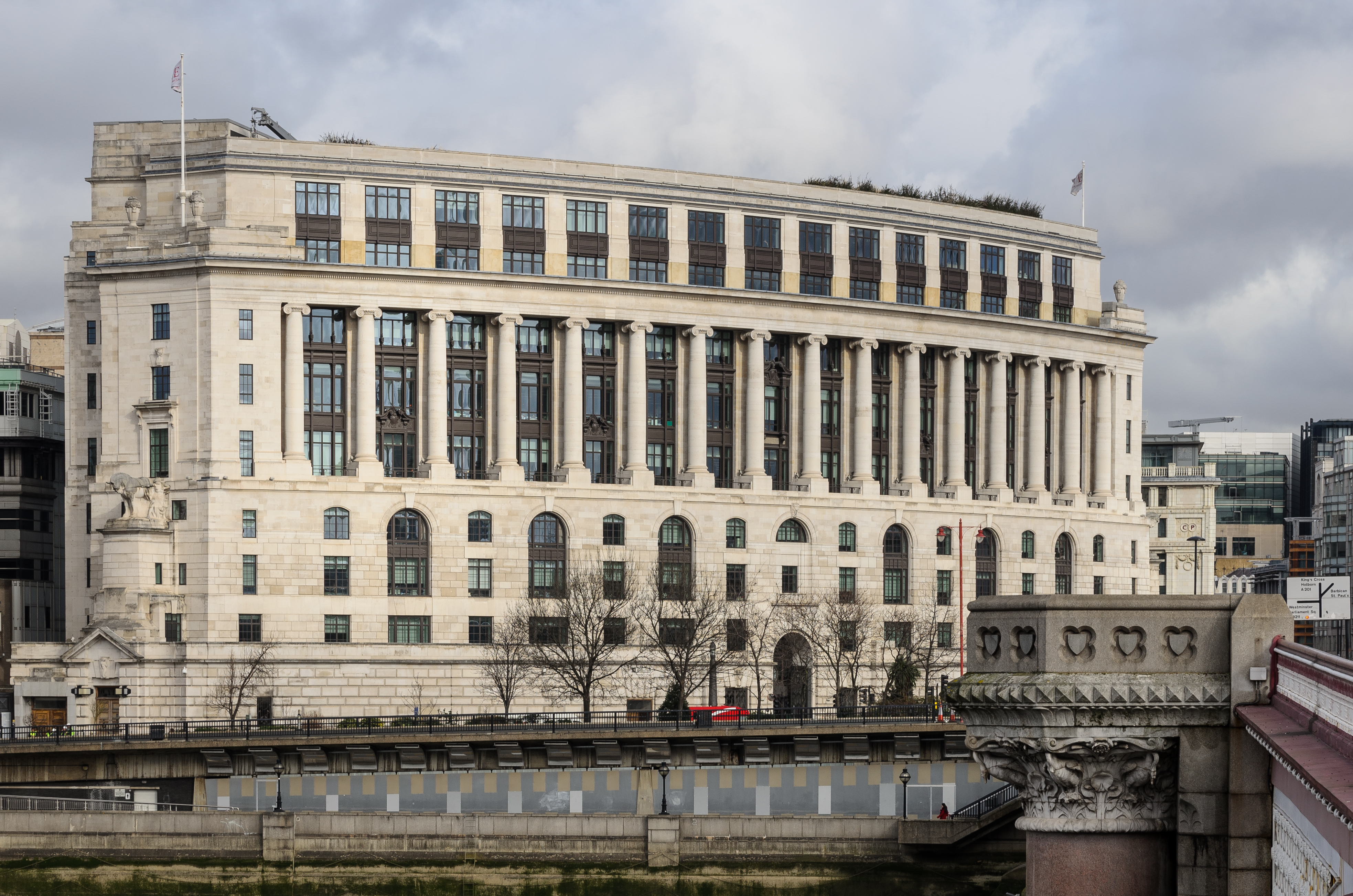
يونيليفر هي مثال على شركة متعددة الجنسيات

الشركة المتعددة الجنسيات (بالإنجليزية: Multinational Corporation أو MNC أو Multinational Enterprise أو MNE)، هي شركة ملكيتها تخضع لسيطرة جنسيات متعددة كما يتولى إدارتها أشخاص من جنسيات متعددة وتمارس نشاطها في بلدان أجنبية متعددة على الرغم من أن إستراتيجياتها وسياساتها وخطط عملها تصمم في مركزها الرئيسي الذي يوجد في دولة معينة تسمى الدولة الأم Home Country، إلا أن نشاطها يتجاوز الحدود الوطنية والإقليمية لهذه الدولة وتتوسع في نشاطها إلى دول أخرى تسمى الدول المضيفة Host Countries. ولكن في مرحلة لاحقة رأت لجنة العشرين، والتي شكلتها اللجنة الاقتصادية والاجتماعية بالأمم المتحدة في تقريرها الخاص بنشاط هذا النوع من الشركات أن تُسْتَخْدَمُ كلمة Transnational بدلا ًمن كلمة Multinational وكلمة Corporation بدلاً من كلمة Enterprise، واتضح بأن هذه الشركات تعتمد في أنشطتها على سوق متعدد الدول، كما أن استراتيجياتها وقراراتها ذات طابع دولي وعالمي، ولهذا فهي تكون شركات متعددة الجنسيات، حيث تتعدى القوميات، ذلك لأنها تتمتع بقدر كبير من حرية تحريك ونقل الموارد ومن ثم عناصر الإنتاج من رأس المال والعمل فضلاً عن المزايا التقنية أي نقل التكنولوجيا بين الدول المختلفة وهي مستقلة في هذا المجال عن القوميات أو فوق القوميات Supra National، وهي بالتالي تساهم ومن خلال تأثيرها في بلورة خصائص وآليات النظام الاقتصادي العالمي الجديد والتأكيد على عالميته وتعد من العوامل الأساسية في ظهور العولمة، ومن أهم سماتها أنها تعدد الأنشطة التي تشتغل فيها دون أدنى رابط بين المنتجات المختلفة. ويرجع السبب الرئيسي الذي دعاها إلى تنويع نشاطها، فهي تستند إلى اعتبار اقتصادي مهم، وهو تعويض الخسارة المحتملة في نشاط معين بأرباح تتحقق من أنشطة أخرى، وأيضاً تعمل هذه الأسواق للسبب ذاته، وتعدد أساليب إنتاجها بحيث إذا ارتفعت قيم أحد عناصر الإنتاج التي يعتمد عليها أسلوب إنتاجي ما يمكن الانتقال إلى أسلوب إنتاجي آخر يعتمد على عنصر إنتاجي ذات ثمن منخفض نسبياً، ومن هنا جاءت تسمية هذه الشركات باسم متعددة الجنسيات.

## خصائص الشركات المتعددة الجنسيات
يتسم النظام الاقتصادي العالمي الجديد بتعميق العالمية وتزداد فيه دور المؤسسات الاقتصادية الدولية، وتبرز فيه عدد من الملامح الهيكلية. تتمتع الشركات المتعددة الجنسيات والتي تعد من أهم ملامح ظاهرة العولمة أو النظام الاقتصادي المعاصر بالعديد من الصفات والسمات التي تميزها وتتحدد دورها وتأثيرها على النظام الاقتصادي العالمي، ومن أهم هذه الصفات:

### ضخامة الحجم
تتميز هذه الشركات بضخامة حجمها وتمثل كيانات اقتصادية عملاقة، ومن المؤشرات التي تدل على هذا، حجم رأس المال وحجم استثماراتها وتنوع إنتاجها وأرقام المبيعات والإيرادات التي تحققها، والشبكات التسويقية التي تملكها، وحجم إنفاقها على البحث والتطوير، فضلا عن هياكلها التنظيمية وكفاءة أدارتها. ولكن أهم مقياس متبع للتعبير عن سمة الضخامة لهذه الكيانات الاقتصادية العملاقة، يتركز في المقياس الخاص برقم المبيعات Sales Figure أو ما يطلق عليه «رقم الأعمال». كذلك يستخدم حجم الإيرادات لنفس الهدف، ووفقاً لهذا المقياس احتلت شركة ميتسوبيشي، بإجمالي إيراداتها الذي بلغ 184,4 مليار دولار، المرتبة الأولى بين أكبر خمسمائة شركة متعددة الجنسيات في عام 1995 م، والتي يصل أجمالي إيراداتها إلى نحو 44% من الناتج المحلي الإجمالي العالمي. كذلك تستحوذ هذه الشركات على نحو 80% من حجم المبيعات على المستوى العالمي. أن نشاط الشركات المتعددة الجنسيات حقق معدلات نمو مرتفعة تجاوزت 10% سنوياً أي نحو ضعف معدل النمو في الاقتصاد العالمي ومعدل نمو التجارة العالمية.

### ازدياد درجة تنوع الأنشطة
تشير الكثير من الدراسات والبحوث، إلى إن الشركات المتعددة الجنسيات تتميز بالتنوع الكبير في أنشطتها، فسياستها الإنتاجية تقوم على وجود منتجات متنوعة متعددة، ويرجع هذا التنوع إلى رغبة الإدارة العليا في تقليل احتمالات الخسارة، من حيث أنها إذا خسرت في نشاط يمكن أن تربح من أنشطة أخرى. وقد قامت هذه الشركات بإحلال وفورات مجال النشاط Economies of Scope محل وفورات الحجم Economies of Scale والتي انتهجتها الشركات الكبرى بعد الحرب العالمية الثانية. ونتيجة لذلك تتشعب الأنشطة التي تقوم بها الشركات المتعددة الجنسيات قطاعياً وجغرافياً ن وهذا بالتالي يؤدي إلى تحقيق التكامل الأفقي والرأسي.

### الانتشار الجغرافي والأسواق

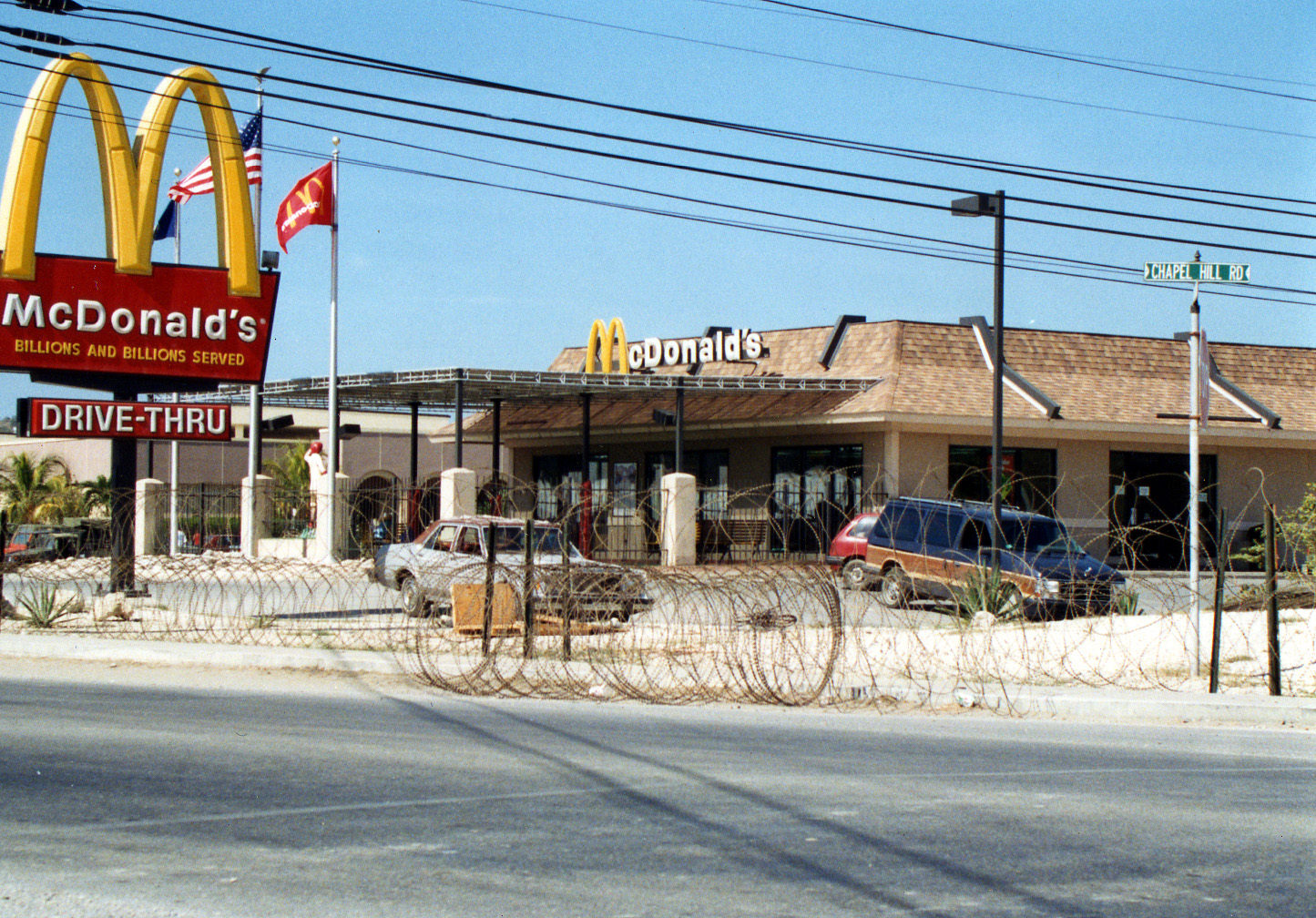
مطعم مكدونالدز في غوانتانامو في كوبا
مثال لشركة متعددة الجنسيات متكاملة أفقياً.
أدناه، ترتيب زمني لتوسع ماكدونالدز

من الميز التي تتميز بها الشركات المتعدية الجنسيات هي كبر مساحة السوق التي تغطيها وامتدادها الجغرافي، خارج الدولة الأم، بما لها من إمكانيات هائلة في التسويق، وفروع وشركات تابعة في أنحاء العالم. لقد ساعدها على هذا الانتشار التقدم التكنولوجي الهائل، ولاسيما في مجال المعلومات والاتصالات. وتكفي الإشارة إلى أن شركة ABB السويسرية، تسيطر حالياً على أكثر من 1300 شركة تابعة منتشرة في معظم أنحاء العالم، مع العلم أن السوق السويسرية لا تستوعب إلا نسبة بسيطة للغاية من إجمالي مبيعات الشركة. وقد ساعدت على ذلك كله إبداعات الثورة العلمية والتكنولوجية في مجالي المعلومات والاتصالات، حيث أصبح ما يسمى الإنتاج عن بعد Teleportation حيث توجد الإدارة العليا وأقسام البحث والتطوير وإدارة التسويق في بلد معين، وتصدر أوامر بالإنتاج في بلاد أخرى.

### القدرة على تحويل الإنتاج والاستثمار على مستوى العالم
إن هذه الخاصية ناتجة عن كون هذه الشركات تتميز بنشاطها الاستثماري الواسع في العالم، وكذلك كونها كيانات عملاقة متنوعة الأنشطة تسودها عمليات التكامل الأفقي والرأسي. على الرغم من ضخامة الاستثمارات الدولية التي تقوم بها الشركات المتعددة الجنسيات، فإن أكثر من ثلثي استثماراتها تتركز في الولايات المتحدة الأمريكية ودول الاتحاد الأوروبي (إنجلترا وألمانيا وفرنسا) وسويسرا واليابان، ويعود هذا التركز إلى العوامل التالية: - المناخ الجاذب لهذه النوعية من الاستثمارات، - ارتفاع العائد على الاستثمارات، - تزايد القدرات التنافسية للدول المضيفة والتي تتحقق عادة من خلال انخفاض تكلفة عنصر العمل وتوافره وارتفاع مستواه التعليمي ومهاراته وإنتاجيته، - توافر البنية الأساسية وتسهيلات النقل وتقدم شبكات الاتصالات، - والطاقة الاستيعابية للاقتصاد القومي.

### إقامة تحالفات إستراتيجية
وهي تعتبر من السمات الهامة للشركات متعددة الجنسيات والتي تسعى دوماً إلى إقامة تحالفات إستراتيجية فيما بينها ومن أجل تحقيق مصالحها الاقتصادية المشتركة وتعزيز قدراتها التنافسية والتسويقية. أن هذه التحالفات هي نتاج المنافسة المحتدمة والتي صارت سمة أساسية للأسواق المفتوحة وثورة الاتصالات والمعلومات. أن التحالفات الإستراتيجية بين الشركات المتشابهة تتم في الصناعات المتماثلة بدرجة أكبر، وفي بعض الأحيان يأخذ هذا التحاف شكل الاندماج، وهذا يظهر بوضوح في مجال البحث والتطوير بما يحتاجه إلى تمويل ضخم، ومن الأمثلة على هذا التعاون، التمركز الأوروبي لبحوث الحاسوب والمعلومات والاتصالات التي تشترك فيه ثلاثة شركات أوروبية كبرى تنتج الحاسبات الآلية، وهي بول الفرنسية Bull و TCL البريطانية وسمنز الألمانية، وقد يتحول التحالف الاستراتيجي أيضاً إلى شركات تابعة مشتركة، للشركات متعددة الجنسيات. وكل هذا يمثل صيغ للتعاون لتحقيق الأهداف الإستراتيجية لكل شركة متعددة الجنسية تدخل في التحالف الاستراتيجي الذي يُتَّفَقُ عليه.

### المزايا الإحتكارية
تتمتع الشركات متعددة الجنسيات بمجموعة من المزايا الاحتكارية، وترجع هذه السمة إلى أن هيكل السوق الذي تعمل فيه هذه الشركات، يأخذ شكل سوق احتكار القلة في الأغلب الأعم، ومن أهم عوامل نشأته تمتع مجموعة الشركات المكونة له من احتكار التكنولوجيا الحديثة والمهارات الفنية والإدارية ذات الكفاءات العالية والمتخصصة. وهذا الوضع يتيح للشركات المتعددة الجنسيات الفرصة لزيادة قدراتها التنافسية ومن ثم تعظيم أرباحها وإيراداتها. وتتحدد المزايا الاحتكارية في أربعة مجالات هي التمويل، والإدارة، والتكنولوجيا، والتسويق. وتنبع المزايا التمويلية من توافر موارد عالية كبيرة لدى الشركة المتعددة الجنسية، وتمكنها من الاقتراض بأفضل الشروط من الأسواق المالية العالمية نظراً لوجود عنصر الثقة في سلامة وقوة مركزها المالي. تتمثل المزايا الإدارية في وجود الهيكل التنظيمي الذي يكون على أعلى مستوى من الكفاءة، ويسمح بتدفق المعلومات وسرعة الاتصالات، ويؤدي بالتالي إلى اتخاذ القرار السليم في الوقت المناسب. أن توافر المزايا الإدارية يتيح لهذه الشركات التمييز والتفوق، لذلك تحرص على وجود وحدات متخصصة وقادرة في مجالات التدريب والاستشارات والبحوث الإدارية. وتحصل الشركات على المزايا التقنية، من خلال التطوير التكنولوجي المستمر، للاستجابة لمتطلبات السوق، والحد من دخول منافسين جدد وتقرير وضعها الاحتكاري، ولذلك تحرص هذه الشركات على التجديد والابتكار وتحسين الإنتاجية وتطويرها وزيادتها وتحقيق مستوى عال من الجودة. تأتي المزايا التسويقية للشركات المتعدية الجنسيات من خلال الشبكات التوزيعية والتسويقية، التي تعمل على توفير منتجاتها بحالة جيدة في الوقت المناسب. إن هذه الشركات تهتم بأبحاث السوق والتركيز على أساليب الترويج والدعاية والإعلان لمنتجاتها لضمان طلب متزايد ومستمر عليها.

### تعبئة المدخرات العالمية
كل شركة من الشركات متعددة الجنسيات تنظر إلى العالم كسوق واحدة، ومن ثم تسعى إلى تعبئة المدخرات من تلك السوق في مجموعها بالوسائل التالية:
1. طرح الأسهم الخاصة بتلك الشركات في كل من الأسواق المالية العالمية الهامة وكذلك الأسواق الناهضة، وغيرها. #تعتمد الشركات متعددة الجنسيات، عند الإقدام على عمليات كبرى مثل شراء أسهم شركة منافسة بالقدر الذي يسمح بالسيطرة على إدارتها مثلاً، إلى الاقتراض من البنوك متعددة الجنسيات وبمعدلات عالية
2. تستقطب الشركات متعددة الجنسيات الجزء الأعظم من تدفقات الاستثمار الأجنبي المباشر وتوجهه أساساً إلى أسواق الدول الصناعية التي تمثل ثلاثة أرباع السوق العالمية
3. إلزام كل شركة تابعة بأن توفر محلياً أقصى ما يمكن لتمويل اللازم لها، من خلال وسائل مختلفة مثل المشروعات المشتركة، طرح الأسهم الخاصة بتلك الشركات في الأسواق المالية العالمية، الاقتراض من الجهاز المصرفي المحلي وغيرها.

وبهذه الوسائل يمكن للشركات متعددة الجنسيات أن تقوم بتعبئة مقادير متزايدة من المدخرات العالمية.

### تعبئة الكفاءات
تتميز الشركات متعددة الجنسيات بعدم تقيدها بتفضيل مواطني دولة معينة عند اختيار العاملين بها حتى أعلى المستويات، فالمعيار الغالب الذي تأخذ به هو معيار الكفاءة. والنمط المعمول به في اختيار العمالة في هذه الشركات هو الاستفادة من الكادر المحلي لكل شركة تابعة مع اجتياز سلسلة من الاختيارات والمشاركة في الدورات التدريبية.

### التخطيط والإدارة الإستراتيجية
يعتبر التخطيط الاستراتيجي أداة لإدارة الشركات متعددة الجنسيات، وهو المنهج الملائم الذي يضمن ويؤدي إلى تحقيق ما تهدف إليه الشركة متعددة الجنسية والتعرف على ما ترغب أن تكون عليه في المستقبل. يكثر استخدام التخطيط الاستراتيجي في الشركات المتعددة الجنسيات وهي تسعى من خلال ذلك اقتناص الفرص وتكبير العوائد، وتحقيق معدلات مرتفعة في المبيعات والأرباح ومعدل العائد على رأس المال المستثمر. أن التخطيط الاستراتيجي هو الأداة الأساسية التي تستخدمها وتقوم بها الإدارة الإستراتيجية في تلك الشركات، لتحقيق الأهداف الإستراتيجية. وتعد الخطط الإستراتيجية في غالبية الشركات المتعدية الجنسيات في المراكز الرئيسية، ويترتب على ذلك أن قواعد التخصيص ووضع الأهداف الخاصة بكل شركة تابعة يرتبطان بتحقيق الأهداف الإستراتيجية للشركة وخدمة إستراتيجيتها العالمية. تعاظم الشركات المتعددة الجنسيات هناك العديد من المؤشرات والتي تدل على تعاظم دور الشركات المتعددة الجنسيات والعالمية النشاط ومن أهمها:
- أن حوالي 80% من مبيعات العالم تتم من خلال الشركات متعدية الجنسيات، وهو ما يعكس ضخامة قدرتها التسويقية والإنتاجية التي مكنتها من السيطرة على جزء هام من حركة التجارة الدولية.
- الدور الكبير الذي تلعبه هذه الشركات في تسريع الثورة التكنولوجية، فبفضلها زادت نسبة الاكتشافات التكنولوجية الحديثة والتي كانت نتيجة لجهود البحث والتطوير Research and development التي قامت بها هذه الشركات _ تجاوزت الأصول السائلة من الذهب والاحتياطيات النقدية الدولية المتوافرة لدى الشركات المتعددة الجنسيات نحو ضعفي الاحتياطي الدولي منها، ويدل هذا المؤشر على مقدار تحكم هذه الشركات في السياسة النقدية الدولية والاستقرار النقدي العالمي. أن ما ينبغي التأكيد عليه هو أن هناك رابطة سببية بين كل من العولمة والشركات متعددة الجنسيات، فكل منها غذي الآخر واستفاد منه خلال السنوات الماضية.
- تساهم العولمة في زيادة حجم الشركة، ومؤدية إلى توسع حجم الدمج والتملك Marger & Acquisition عبر الحدود. فعلى سبيل المثال في عام 1996 م، بلغ حجم الدمج والتملك 247,6 مليار دولار ويمثل هذا أكثر من 80% من أجمالي الاستثمار الأجنبي المباشر العالمي. ومن ثم فإن العامل الرئيسي وراء الزيادة القياسية في حجم الاستثمار الأجنبي المباشر العالمي في عام 1998 م مرجعه الزيادة السريعة في عدد وحجم عمليات الدمج والتملك على المستوى الدولي التي ارتفعت بنسبة 75% في عام 1998، لتصل 586,8 مليار دولار. وساهمت العولمة في إزالة العقبات التي وضعت في السابق لحماية السوق المحلي، ومن ثم يمكن للشركة التوجه للاستثمار واستيراد متطلبات الإنتاج دون عقبات تجارية. وبالتالي، فأن كل من العولمة والشركات متعددة الجنسيات قد أثر كل منهما في تطور والتأثير بالأخر، والمستفيد في النهاية الشركات متعددة الجنسيات. وخلال السنوات الأخيرة من القرن الماضي شهد عالمنا تغيرات كبيرة وضخمة وعلى جميع المستويات وكلها قادتنا إلى ما نسميه اليوم بالعولمة.

## دور الشركات متعددة الجنسيات
الدول التي يقع مقر معظم الشركات متعددة الجنسيات فيها (2022).
لقد نتج عن التغيرات الإقليمية والدولية والتحولات الاقتصادية والاجتماعية نظام عالمي جديد بمضامينه وأبعاده الاقتصادية والاجتماعية والمالية والثقافية والسياسية المبني على اقتصاد السوق وتقليص دور الدولة الاقتصادي والاجتماعي وتنامي دور الشركات متعددة الجنسيات والمؤسساتمتعددة الجنسيات حيث أصبحت في أواسط التسعينات 35 ألف شركة تتوزع على الولايات المتحدة الأمريكية وأوروبا الغربية واليابان، وفي مستوى هذه الشركات تسيطر /100/ شركة الأكبر فيما بينها على معظم الإنتاج العالمي، وقد أكسبت الثورة العلمية والتكنولوجية الحديثة قوة إضافية لهذه الشركات وقدرة على الإنفاق على البحث العلمي. ويتضح من خلال نشاط هذه الشركات أنها قد ساهمت بشكل كبير في تفكيك عملية الإنتاج على الصعيد الدولي التي تتسم بعدم الاستقرار وبقابلية الانقطاع والتي تهربت من أية رقابة أو اتفاقيات ملزمة وأنها نسقت مع المؤسسات المالية والمنظمات الدولية في الدخول إلى الدول النامية ولقد تجسدت ممارسة هذه الشركات في نشاطاتها في الاقتصاد الدولي بنمو دورها في تدويل الاستثمار والإنتاج والخدمات والتجارة والقيم المضافة والمساهمة في تشكيل نظام تجارة دولية حرة والتسريع في نمو أكبر للاستثمار المباشر العالمي والتطور السريع للعولمة المالية وتنامي التأثير على السياسات الاقتصادية للدول والمساهمة في تعميق الفقر في العالم وهجرة الأدمغة وتعميق الفجوة التكنولوجية بين الدول المتقدمة والدول النامية.
يمكن إيجاز أثر هذه الشركات على الاقتصاد الدولي بإضعاف سيادة الدول المتصلة وتقليص دورها الاقتصادي والاجتماعي وخلق شريحة اجتماعية طفيلية وإضعاف ميزان المدفوعات وحرمان الدول المضيفة من أنشطة البحث العلمي والتطوير وإغرائها بمنحها عائداً أكبر لاستثماراتها لإبعادها عن إرساء قاعدة إنتاجية لها وبنفس الوقت استغلال المزايا النسبية للدول المضيفة ولجوء هذه الشركات للتمويل من السوق المحلية في المرحلة اللاحقة والمساهمة بمعدلات منخفضة في العبء الضريبي وزيادة الفساد في المجتمع. ومن هنا تبدو أهمية تأسيس نظام اقتصادي عالمي جديد عن طريق إيجاد تعاون إقليمي بين الدول وإعادة هيكلية صندوق النقد الدولي وضرورة إصلاح نظام التجارة العالمي وتعزيز التعاون الصادق بين دول الجنوب ودول الشمال وبمراقبة مناسبة على تحرك رؤوس الأموال الخاصة وتشجيع تعاون عالمي في العلوم ونقل التكنولوجيا إلى الدول النامية وهذا يقودنا إلى الإجراءات الواجب اتخاذها في الإطار العربي لمواجهة الاقتصاد لعالمي الجديد عن طريق تعزيز الدور التنموي للدول العربية واحترام حقوق الإنسان وإطلاق الحريات الديمقراطية والتأكيد على زيادة الإنتاج والإنتاجية وتحقيق عدالة التوزيع وإعادة توزيع الثروة لتحقيق العدالة الاجتماعية والحد من نفوذ رأس المال الأجنبي ووضع معايير وضوابط لحركة رأس المال المحلي بما يخدم عملية التنمية وضرورة تطوير وتعميق التكامل والتعاون الاقتصادي العربي وتفعيل الاتفاقيات العربية في المجال الاقتصادي وتنسيق وتوحيد المواقف العربية في مواجهة المشروعات المطروحة من المنظمات الدولية ولاسيما المالية.
من الأهمية بمكان أيضا إبراز دور النقابات وهيئات المجتمع الأهلي في مواجهة النظام الاقتصادي العالمي الجديد وشركاته متعددة الجنسيات بضرورة تفعيل مشاركتها الحرة والمستقلة وأهمية اكتسابها مركز تفاوضي قوي واجاد موقع إعلامي بما يعزز قوتها وتأثيرها وإرساء تضامنها تأثير الشركات المتعددة الجنسيات على الاقتصادي العالمي الجديد للشركات المتعددة الجنسيات تأثيراً كبير وعميق على آليات ومكونات النظام الاقتصادي العالمي الجديد، وهو ينحصر في النقاط التالية:

### التأكيد على صفة العالمية
من الطبيعي، أن الشركات المتعددة الجنسيات قد قامت بدور رئيسي في تعميق مفهوم العالمية والذي يتمثل بصفة أساسية في تطوير إطار أعمال منظم عابر القوميات يؤدي إلى عولمة الاقتصاد، بما في ذلك الدفع نحو توحيد وتنافس أسواق السلع والخدمات وأسواق رأس المال وأسواق التكنولوجيا والخدمات الحديثة، ويدعم بنية أساسية هائلة للاتصالات والمواصلات والمعلومات والإعلام والفنون والثقافة. أن الشركات متعددة الجنسيات حولت العالم إلى كيان موحد غلى حد بعيد من حيث كثافة الاتصالات والمعاملات فيه، وبالتالي من خلال هذه الشركات بدأت تنتشر العالمية أو العولمة على كافة المستويات الإنتاجية والتمويلية والتكنولوجية والتسويقية والإدارية.

### التأثير على النظام النقدي الدولي
من الواضح جداً وهو يتبين من الحجم الضخم من الأصول السائلة والاحتياطات الدولية المتوافرة لدى الشركات المتعددة الجنسيات ن مدى التأثير الذي يمكن أن تمارسه هذه الشركات على السياسة النقدية الدولية والاستقرار النقدي العالمي. أن الأصول الضخمة المقومة بالعملات المختلفة للدول التي تعمل بها الشركات المتعددة الجنسيات، من شأنها أن تؤدي إلى زيادة إمكانيات هذه الشركات في التأثير على النظام النقدي العالمي. فإذا أرادت هذه الشركات، وبقرار يتخذ من جانب المسؤولين عن إدارة الشركات المتعددة الجنسيات بتحويل بعض الأصول من دولة لأخرى من شأنه أن يؤدي إلى التعجيل بأزمة نقدية عالمية.

### التأثير على التجارة العالمية
من المعروف وكنتيجة لاستحواذ الشركات المتعددة الجنسيات على نسبة كبيرة من حجم التجارة وحركة المبيعات الدولية فإنها تؤثر بلا شك على منظومة وهيكل التجارة الدولية من خلال ما تمتلكه من قدرات تكنولوجية عالية وإمكانيات وموارد قد تؤدي إلى إكساب الكثير من الدول بعض المزايا التنافسية في الكثير من الصناعات والأنشطة. من الممكن ملاحظة تأثير الشركات المتعددة الجنسيات على حجم التجارة العالمية حيث ازدياد درجة التنوع في الأنشطة ووجود التكامل الرأسي إلى الأمام وإلى الخلف قد أدى ويؤدي إلى ازدياد حجم التبادل التجاري بين تلك الشركات ومشروعاتها التابعة أو فروعها في الدول المختلفة.

### التأثير على توجهات الاستثمار الدولي
تشير تقديرات تقرير الاستثمار الدولي الصادر من الأمم المتحدة عام 2003 م، أن حجم الاستثمار الدولي المتدفق في العالم في تلك السنة قد بلغ أكثر من 300 مليار دولار والتي تدفقت في مختلف مناطق العالم. إن الشركات المتعددة الجنسيات تنفذ الجزء الأكبر من الاستثمارات الدولية سنويا. ويلاحظ في هذا المجال أن الخريطة الاستثمارية للاستثمار الدولي تتأثر بتوجهات النشاط الاستثماري للشركات المتعددة الجنسيات حيث لوحظ أن من أهم سمات أو خصائص تلك الشركات هي تلك الخاصية المتعلقة بالتركز الاستثماري، فقد لاحظنا أن هذه الشركات تتركز استثماراتها في الدول المتقدمة بل وفي عدد محدود من الدول المتقدمة، حيث تستحوذ هذه الدول على 85% من النشاط الاستثماري لتلك الشركات ومن ناحية أخرى تحصل الدول النامية على نسبة 15% فقط من النشاط الاستثماري للشركات المتعددة الجنسيات.

### تكوين أنماط جديدة من التخصص وتقسيم العمل الدولي
إن تفاعل تأثير الشركات المتعددة الجنسيات على التجارة العالمية وتوجهات الاستثمار الدولي، قد أدى يؤدي إلى تكوين أنماط جديدة من التخصص وتقسيم العمل الدولي، وأصبحت قرارات الإنتاج والاستثمار تتخذ من منظور عالمي وفقاً لاعتبارات الاقتصادية فيما يتعلق بالتكلفة والعائد. أن كبر النشاط الاستثماري والإنتاجي والتسويقي والتجاري للشركات متعدية الجنسيات وما أحدثته الثورة التكنولوجية من إتاحة إمكانيات جديدة للتخصص، كلها أدت إلى وجود أنماط جديدة للتخصص وتقسيم العمل، ولاشك أن هذه الشركات تلعب دوراً رئيسياً في تعميق هذه العملية وأصبحت مشاهدتها متزايدة بين الدول الصناعية والنامية. ولعل هذا الاتجاه يتيح للكثير من الدول النامية فرصة لاختراق السوق العالمية في الكثير من المنتجات، حيث تتيح الأنماط الجديدة لتقسيم العمل الدولي لتلك البلدان اكتساب مزايا تنافسية في دائرة واسعة من السلع في الصناعات الكهربائية والإلكترونية والهندسية والكيماوية، وخير دليل ومثال على ذلك هو تجربة النمور الآسيوية في جنوب شرق آسيا، ولهذا ومن وجهة نظرنا فعلى البلدان النامية الأخرى أن تستغل هذا الاتجاه في تعظيم صادراتها وأن تعرف أن من آليات التعامل مع الشركات المتعددة الجنسيات هي جذب تلك الشركات لتعمل وتوطن بعض الصناعات في الدول النامية التي تسمح بخروجها من دائرة إنتاج السلع الأولية والاستخراجية إلى الصناعات الأكثر فائدة من ناحية القيمة المضافة التصديرية.

### التأثير على نقل التكنولوجيا وإحداث الثورة التكنولوجية
تقوم الشركات المتعددة الجنسيات بدور فعال ومؤثر في إحداث الثورة التكنولوجية.أن العالم يعيش اليوم الثورة الصناعية الثالثة، والتي نطلق عليها الثورة العلمية في المعلومات والاتصالات والمواصلات والتكنولوجيا العالية. ولهذا السبب فان التحدي المطروح أمام البلدان النامية، هو ضرورة تنمية قدراتها على خلق آليات للتعامل مع الشركات المتعددة الجنسيات. أن نقل التكنولوجيا من خلال الشركات المتعددة الجنسيات يتأثر بتوجهات الاستثمار الأجنبي المباشر الذي تقوم به تلك الشركات عبر مناطق العالم المختلفة، ومع الأخذ في الاعتبار العوامل المتعلقة في جذب الاستثمار الأجنبي المباشر، فأن هيكل النظام الاقتصادي العالمي الجديد من منظور تكنولوجي يتأثر بشكل واضح بهيكل الاستثمار الأجنبي المباشر الذي تقوم به الشركات المتعددة الجنسيات، فهي تقوم بدور فعال ومؤثر في إحداث الثورة التكنولوجية نظراً لما تتمتع به من إمكانيات وموارد بشرية ومادية ضخمة توجه نحو البحوث والتطوير.
استطاعت الشركات المتعددة الجنسيات أن تقيم مشاريع لها خاضعة لسيطرتها في واحد أو أكثر من مجموعـة البلدان النفطية وغير النفطية، وأن تستفيد من حرّية التجارة ما بينها لفتح أسواقهـا جميعاً أمام منتوجات هذه المجموعات. وقد أدّى ذلك، في غالبية الحالات، إلى تكامل اقتصادات هذه البلدان مع السوق العالمية في إطار ستراتيجية الشركات المذكورة، بدون تحقيق التكامل الاقتصادي ما بين البلدان المذكورة. حصل ذلك تحت تأثير توجيهات التنمية التي طبّقتها البلدان العربية خلال الخمسينات والستينات من هذا القرن، والتي أهملت التنمية الزراعية، وركّزت على التصنيع من أجل التصدير إلى الخارج، معتمدة على استيراد التكنولوجيا الجاهزة من هذه السوق، من دون محاولة تنمية قدراتها التكنولوجية من خلال الاهتمام بالموارد البشرية، من تأهيل وتدريب لها وزيادة الاعتمادات المالية للدراسات ومراكز البحوث، إضافةً إلى توجيه التنمية نحو إشباع الحاجات الأساسية للسكان من تعليم وطبابة وصحّة وسكن. إن دخولنا عصر التكنولوجيا يفرض على بلداننا أن تقوم بإصلاحات تطال كل البنى التحتيّة، مع المحافظة على دور دولة الرعاية في المجتمع بإحلال العدالة الاجتماعية بين كافة فئات الشعب، وكذلك القيام بتحديث القوانين لتفعيل جباية الضرائب، والقيام بتعديل المناهج والبرامج التربوية لتتلاءم مع حاجات العصر، واستخدام نظم الإدارة الحديثة الفعّآلة بهدف ضخ إداراتنا المهترئة بالعقول والخبرات التقنية والمعارف والثقافة العامة، وإدخال المكننة والأجهزة الحديثة إليها لتتمم إنجاز المشاريع بأقل كلفة ممكنة، والاستفادة من كل الموارد المتاحة بشرياً.